# Rhopalodon
Rhopalodon là một chi động vật một cung bên sống vào thời kỳ kỷ Permi tại Nga.